# Anja Oplotnik
Anja Oplotnik, slovenska alpska smučarka, * 21. september 2002. 
Anja Oplotnik je članica kluba SK Celje. Nastopila je na svetovnih mladinskih prvenstvih v letih 2022 in 2023, ko je dosegla svojo najboljšo uvrstitev s 13. mestom v slalomu. V svetovnem pokalu je debitirala 9. januarja 2022, ko je na slalomu za Zlato lisico v Kranjski gori zasedla 36. mesto.. V sezoni 2019/20 je postala slovenska državna prvakinja v slalomu.